# Hagfors kommunala realskola och gymnasium
Hagfors kommunala realskola och gymnasium var en realskola och gymnasium i Hagfors verksamt från 1946 till 1968.

## Historia
Skolan fanns som kommunal mellanskola 1946. Skolan ombildades 1 juli 1952 till en kommunal realskola, från 1961 med ett kommunalt gymnasium. 
Skolan kommunaliserades 1966 och namnändrades då till Nya Norra skolan. Studentexamen gavs från 1964 till 1968 och realexamen från 1945 till omkring 1969.
Skolbyggnaden blev klar 1947.